# Sebastian Florian Hönig
| 68947 Brunofunk     | 8 agosto 2002  |
| 68948 Mikeoates     | 8 agosto 2002  |
| 73491 Robmatson     | 8 agosto 2002  |
| 78115 Skiantonucci  | 20 giugno 2002 |
| 78386 Deuzelur      | 8 agosto 2002  |
| 78391 Michaeljäger  | 8 agosto 2002  |
| 78429 Baschek       | 18 agosto 2002 |
| 78430 Andrewpearce  | 18 agosto 2002 |
| 78433 Gertrudolf    | 29 agosto 2002 |
| 84011 Jean-Claude   | 23 luglio 2002 |
| 99861 Tscharnuter   | 29 luglio 2002 |
| 99862 Kenlevin      | 23 luglio 2002 |
| 142091 Omerblaes    | 29 agosto 2002 |
| 145558 Raiatea      | 17 luglio 2006 |
| 160259 Mareike      | 29 agosto 2002 |
| 594032 Reyhersamuel | 23 agosto 2004 |

Sebastian Florian Hönig (1978) è un astronomo tedesco citato spesso come Hoenig.

Ricercatore presso il gruppo astrofisico dell'Università della California, Santa Barbara, si occupa di nuclei galattici attivi e delle teorie dei tori di polveri galattiche. Oltre ad essere un astronomo professionista è anche un astronomo dilettante.

## Scoperte
Hönig ha scoperto la prima cometa periodica SOHO, la 322P/SOHO, quando era ancora uno studente universitario. Hönig ha intuito, sulla base dei suoi calcoli, che due comete SOHO, la P/1999 R1 e la P/2003 R5, osservate rispettivamente nel 1999 e nel 2003, dovevano essere due differenti passaggi di una stessa cometa e ha ipotizzato che la cometa avrebbe dovuto riapparire nel 2007, come effettivamente avvenne, dimostrando così l'esistenza di comete a breve periodo e con piccola distanza perielica.
Ha scoperto, anche, più di quaranta altre comete SOHO. Nel luglio 2002 ha scoperto la cometa C/2002 O4 Hoenig a quasi sessant'anni dall'ultima cometa amatoriale scoperta in Germania, la C/1946 K1 Pajdusakova-Rotbart-Weber. Hönig, inoltre, ha scoperto numerosi asteroidi.
Il Minor Planet Center gli accredita le scoperte di 571 asteroidi, effettuate tra il 2001 e il 2008, in parte in collaborazione con Wolfgang J. Duschl e Noéline Teamo.

## Riconoscimenti
Nel 2003 gli è stato assegnato l'Edgar Wilson Award, dedicato agli scopritori di comete nel campo amatoriale.
Gli è stato dedicato l'asteroide 51983 Hönig.